# Cheryl Campbell
Cheryl Campbell, född 22 maj 1949 i St Albans, Hertfordshire, är en brittisk skådespelerska.

## Utmärkelser
Campbell vann ett BAFTA Award som bästa TV-skådespelerska 1980 för Testament of Youth och Malice Aforethought.

## Rollista i urval
- 1978 – Lillie (TV-serie) (1 avsnitt)
- 1978 – Pennies from Heaven (TV-serie) (6 avsnitt)
- 1980 – McVicar
- 1981 – De sju urens mysterium
- 1981 – Triumfens ögonblick
- 1984 – Greystoke: Legenden om Tarzan, apornas konung
- 1986 – Miss Marple (TV-serie) (1 avsnitt)
- 1999 – Ett fall för Frost (TV-serie) (1 avsnitt)
- 2000, 2013 – Morden i Midsomer (TV-serie) (2 avsnitt)
- 2003–2005 – William och Mary (TV-serie) (18 avsnitt)
- 2010 – Tamara Drewe
- 2012–2014 – Barnmorskan i East End (TV-serie) (3 avsnitt)
- 2015 – Doctor Foster (TV-serie) (3 avsnitt)